# Corts Constituents
Corts Constituents o assemblea constituent és el nom que es dona al parlament o corts, els membres dels quals representen la sobirania nacional i que tenen la missió i la capacitat de dictar o reformar una constitució.
Sovint aquest tipus de corts tenen una durada breu, ja que un cop elaborada la constitució es convoquen eleccions d'un nou parlament ordinari.

## Antecedents
El concepte d'assemblea constituent es troba el maig de 1789, quan a Versalles es varen reunir els Estats Generals: clergat, noblesa i el poble amb l'objecte de redactar una constitució per a França. El 9 de juliol de 1789, el tercer estat, reunit sota el nom d'Assemblea Nacional, assumí la qualitat d'Assemblea Nacional Constituent.

## Corts Constituentes a Espanya
- 1810 a Cadis (Corts de Cadis), establertes durant la Guerra del francès. Els diputats d'aquesta es consideraven representants de la sobirania nacional espanyola i la redacció de la Constitució va tenir lloc l'any 1812.
- 1869: Corts Constituents per a decidir entre monarquia i república després de la Revolució de 1868.
- 28 de juny de 1931, després de la caiguda del règim monàrquic d'Alfons XIII, amb la redacció de la Constitució de la República Espanyola de 1931.